# Znělá velární nazála
Znělá velární nazála je souhláska, která se vyskytuje v mnoha jazycích. V mezinárodní fonetické abecedě se označuje symbolem ŋ, číselné označení IPA je 119, ekvivalentním symbolem v SAMPA je N.

## Charakteristika
- Způsob artikulace: ražená souhláska (ploziva). Vytváří se pomocí uzávěry (okluze), která brání proudění vzduchu a je na posléze uvolněna, čímž vzniká zvukový dojem – od toho též označení závěrová souhláska (okluziva).
- Místo artikulace: zadopatrová souhláska (velára). Uzávěra se vytváří mezi hřbetem jazyka a měkkým patrem.
- Znělost: Znělá souhláska – při artikulaci hlasivky vibrují.
- Nosová souhláska (nazála) – vzduch prochází při artikulaci před uvolněním uzávěry nosní dutinou.
- Středová souhláska – vzduch proudí převážně přes střed jazyka spíše než přes jeho boky (po uvolnění uzávěry).
- Pulmonická egresivní hláska – vzduch je při artikulaci vytlačován z plic.

Tato hláska patří mezi sonory, tj. má kromě šumové a i tónovou charakteristiku. V některých jazycích může plnit funkci slabičného jádra – slabikotvorné [ŋ̍].

## V češtině
V češtině není [ŋ] samostatným fonémem. Jedná se o poziční obměnu (alofon) psaného /n/ (viz alveolární nazála) před zadopatrovými souhláskami /k/ a /g/, např. ve slově banka.